# Vernon Scannell
Vernon Scannell (Geburtsname: John Vernon Bain; * 23. Januar 1922 in Skegness, Lincolnshire; † 17. November 2007 in Otley, West Yorkshire) war ein britischer Dichter und Schriftsteller, der 1974 mit dem Cholmondeley Award ausgezeichnet wurde. Er verfasste zugängliche formale Gedichte, die sowohl häusliche als auch Kriegsszenen präzisierten und beleuchteten. Als Dichter lag sein unbeirrbarer Fokus auf den uralten Themen Liebe, Krieg und Tod, seine Sorge um eine echte Auseinandersetzung mit lebendiger Erfahrung.

## Leben

### Familiäre Herkunft und Zweiter Weltkrieg
Der als John Vernon Bain geborene Vernon Scannell war das zweites von drei Kindern des Fotografenassistenten James Bain und dessen Ehefrau Elsie Mabel Wrate. Er wuchs mit seiner Familie im County Roscommon in Irland, in Beeston in Nottinghamshire sowie in Lancashire auf, ehe sich die Familie 1931 in Aylesbury in Buckinghamshire niederließ, wo James Bain sein eigenes Fotostudio eröffnet hatte. Er besuchte mit seinem von 1930 bis 1936 die Queen’s Park Boys’ School. Während des Schulbesuchs erhielt er eine kleine Ermutigung von einem Lehrer für seine Versuche, Geschichten zu schreiben. Aber seine Hingabe an Literatur und Musik entwickelte sich hauptsächlich als ein Prozess der Selbsterziehung, den er mit seinem älteren Bruder Kenneth, dem Empfänger seiner ersten Gedichte, im Widerstand gegen einen grausamen Vater teilte. Letzteres, schrieb er später, schuf im Haus der Familie „einen dunklen und schweren Hintergrund von Angst, Scham und Hass“ (“a background dark and heavy with fear, shame and hatred”). Noch während des Besuchs der Queen’s Park Boys’ School übernahm er den Namen „Scannell“, der auf einem Personalausweis erschien, den er von einem Handelsseemann kaufte, und den er in seinem 1992 erschienenen autobiografischen Buch Drums of Morning als „einen Akt der symbolischen Distanzierung“ (“an act of symbolic dissociation”) beschrieb. Wichtig in diesen frühen Jahren war sein Talent für das Boxen, bei dem er nationaler Schulmeister wurde. Im Alter von siebzehn Jahren beschloss er jedoch, Dichter zu werden.
Nach Beendigung des Schulbesuchs war Scannell zwischen 1936 und 1940 als Angestellter in einer Buchhaltungsfirma. Zu Beginn des Zweiten Weltkrieges meldete er sich im Januar 1940 freiwillig zum Flugdienst in der Royal Air Force (RAF), wurde aber wegen Farbenblindheit abgelehnt. Daraufhin trat er in das Linieninfanterieregiment Argyll and Sutherland Highlanders (Princess Louise’s) und diente später im Linieninfanterieregiment Gordon Highlanders in Nordafrika und in der Normandie, wo er während der Operation Overlord, der alliierten Landung im Juni 1944, bei Caen verwundet wurde. Im ersten der vier Bände seiner Autobiographie, The Tiger and the Rose (1971), schrieb er, er könne seinen Kriegsdienst „nur fragmentarisch darstellen“ (“only present it in a fragmentary way”). Nachdem er blanken Terror erlebt und entsetzliches Gemetzel gesehen hatte, entschloss er sich nach seiner Genesung von seinen schweren Körperverletzungen in einem Militärkrankenhaus in Schottland am Ende des Krieges im Mai 1945 zu desertieren und den weiteren Kriegsdienst zu verweigern.

### Nachkriegszeit, Kirmesboxer und Beginn der schriftstellerischen Laufbahn
In den ersten Nachkriegsjahren befand sich Vernon Scannell auf der Flucht in London und Leeds, wo ihm eine Bekanntschaft mit Bonamy Dobrée, Professor für Englisch an der University of Leeds, ermöglichte, Vorlesungen zu besuchen und Studenteneinrichtungen zu nutzen. Dies markierte den Beginn seines ernsthaften Ehrgeizes, eine Karriere als Schriftsteller zu beginnen. Diese Zeit der vorsichtigen Freiheit endete, als er verhaftet, vor ein Kriegsgericht gestellt und in eine psychiatrische Klinik eingeliefert wurde, nachdem seine Richter gehört hatten, dass er Gedichte geschrieben hatte. Nachdem er drei Monate später aus der Armee entlassen worden war, begann er, die Gedichte in nationalen Zeitschriften und kleineren Zeitschriften zu veröffentlichen, ungeachtet dessen, was er später in The Tiger and the Rose als „unvereinbare Leidenschaft für Boxen und Literatur“ (“irreconcilable passions for boxing and literature”) bezeichnete. 1948 veröffentlichte er einen ersten Gedichtband, den er später als „wollige und wortreiche Sammlung“ (“a woolly and wordy collection”) ablehnte, und arbeitete als Boxer in Jahrmarktbuden. 1953 hatte er einen ersten Roman, The Fight, fertiggestellt und veröffentlicht. Ein zweites Buch, The Face of the Enemy, erschien ein Jahr später im Jahr 1954, aber trotz all dieser Aktivitäten lebte er von der Hand in den Mund.
Scannells erster weithin anerkannter Gedichtband, A Mortal Pitch, erschien 1957, zu einer Zeit, als er als Englischlehrer an einer Vorbereitungsschule in Surrey arbeitete. Eine charakteristische Note reumütiger Romantik – wie man Leben und Liebe mit den Anforderungen und Disziplinen der Kunst in Einklang bringt – wurde sofort festgestellt. The Masks of Love (1960) fügte eine erkennbare urbane Welt aus Straßen, Parks und Bars hinzu, obwohl sein Familienleben auf dem Land ein neues und bewegendes Thema war. 1961 erhielt er für The Masks of Love den von William Heinemann gestifteten Heinemann Award, der von der Royal Society of Literature vergeben wird. Mit weiteren Bänden wie Walking Wounded (1965), Epithets of War (1969) und The Loving Game (1975) – in seinen New and Collected Poems (1980) waren insgesamt sieben Bücher vertreten – wurde er zu einem Dichter von beachtlichem formalen Können und Einfallsreichtum, erweitert selbstbewusst seine Behandlung von Themen wie persönliche Erinnerungen an Krieg, Boxen, Liebe, die eine schmerzhaftere Erfahrung darstellt, Alkohol und Trinker, den Prozess des Alterns, die Angst vor dem Tod. 1974 erhielt er für seine Verdienste um die Dichtung den Cholmondeley Award. The Loving Game wurde von der Poetry Book Society ausgewählt.

### Autobiografische Romane, Spätwerk und Familie
Fast während seiner gesamten Karriere veröffentlichte Scannell weiterhin Romane, darunter The Big Time (1965) und Ring of Truth (1983), die sich beide mit dem Boxen befassten, und schließlich Feminine Endings (2000), eine satirische Komödie über einen süchtigen Dichter, der einem Studenten Nachhilfe gibt im Kurs Kreatives Schreiben. Seine Fiktion zeigte ein Talent für energische Erzählungen und überzeugende Hintergrunddetails, was Rezensenten bereitwillig anerkannten, aber es gelang ihm nicht, den soliden kritischen Ruf seiner Poesie zu erreichen. Auf der anderen Seite fanden seine vier autobiografischen Bücher viel Kritikerlob und erfreuten sich einer breiteren Leserschaft. Seine Methode bestand jeweils darin, mit seinem Leben in der Gegenwart zu beginnen. In seinem 1977 erschienenen Band A Proper Gentleman beschreibt er sich zum Beispiel als einen unpassenden Stadtschreiber auf einer trostlosen Stelle, die er dann abbrach, um die Vergangenheit zu überdenken. In The Tiger and the Rose (1971) schrieb er umfassend über seine schwierige Kindheit und seine Beschäftigung als Rummelplatz-Faustkämpfer, während er in Argument of Kings (1987) seinen Bericht über Kriegserfahrungen erweiterte und letztlich in Drums of Morning (1992) seine Kindheit und Jugend Revue passieren ließ. Alle sind überzeugend lesbar, bemerkenswert für ihre Authentizität, Offenheit und Menschlichkeit – und einen Sinn für Humor, der die Entbehrungen und das Leid überlebt.
Während des größten Teils seines Nachkriegslebens stammte Scannells Einkommen aus den Aktivitäten, die einem aufgeschlossenen professionellen Schriftsteller zunehmend zur Verfügung standen und von ihm erwartet wurden: öffentliche Lesungen, einschließlich Poesie- und Jazzkonzerte, Durchführung von Schreibkursen, Erstellung von Rezensionen und kritischen Studien sowie auch dem Schreiben von Belletristik und Gedichten für Kinder. Er war mehrmals Writer-in-Residence wie in seinem autobiografischen Werk A Proper Gentleman (1977) beschrieben. 1981 erhielt er eine staatliche Rente für Verdienste um die Literatur. Spätere Bücher wie Winterlude (1982) und A Time for Fires (1991) bestätigten seine Fähigkeit, das Handwerk des Schreibens in praktisch jeder Versform zu beherrschen. Die hierin enthaltenen Gedichte sind durchweg geschickt sowie gelassen und scharf beobachtend. Eine große Sammlung von Gedichten erschien 1993 unter Collected Poems, und er schrieb und veröffentlichte bis zu seinem Tod zahlreiche einzelne Gedichte, Broschüren und kleinere Sammlungen. Während dieser Jahre unterhielt er zudem einen lebhaften Briefwechsel mit seinen Dichterkollegen und Freunden, immer bemüht, seine Ansichten über die Zeitgenossen zu äußern, für die er starke Gefühle hatte, ob das Gefühl nun aus fester Bewunderung oder nachdrücklichem Zweifel bestand.
Anfang 1954 traf Vernon Scannell in London die Malerin Josephine „Jo“ Elspeth Higson, Tochter des Firmendirektors Claude Higson. Sie heirateten am 1. Oktober 1954 im Standesamt von Kensington und hatten drei Söhne und zwei Töchter. Er und seine Frau lebten sich in den 1970er Jahren auseinander, und von 1979 bis 1985 war Angela Beese seine Partnerin. Ab 1992 lebte er in Otley, Yorkshire, bei Jo Peters, die ihn bis zu seinem Tod an Krebs und einem Emphysem am 17. November 2007 in Otley in West Yorkshire betreute. Seine Ehe mit Jo Higson wurde allerdings nie aufgelöst.

## Veröffentlichungen
Vernon Scannell veröffentlichte zahlreiche Gedichtbände, acht Romane sowie weitere vier autobiografische Romane. Zu seinen bekanntesten Gedichten gehören Song, Pain und Love among the Tumblers. Zu seinen Veröffentlichungen gehören:
- Graves and resurrections. Poems, 1948
- The fight, 1953
- The wound and the scar, 1953
- A mortal pitch. Poems, 1957
- The masks of love, 1960
- The face of the enemy, 1961
- A sense of danger, 1962
- The dividing night, 1962
- Edward Thomas, 1963
- The big time, 1965
- Walking wounded. Poems 1962-65, 1965
- Epithets of war, 1969
- The dangerous ones, 1970
- The poetry of the First World War. Sound cassettes, 1970
- Mastering the craft, 1970
- The tiger and the rose. An autobiography, 1971
- Company of women, 1971
- Selected poems, 1971
- Incident at West Bay. A poem, 1972
- The winter man: new poems, 1973
- The apple-raid and other poems, 1974
- Meeting in Manchester. For Edmund Blunden, 1974
- The loving game. Poems, 1975
- Not without glory. Poets of the Second World War, 1976
- A proper gentleman, 1977
- A lonely game, 1979
- New & collected poems, 1950–1980, 1980
- Winterlude. Poems, 1982
- How to enjoy poetry, 1983
- Ring of truth, 1983
- Your attention please. An anthology of poetry from the Open University poets, 1983
- How to enjoy novels, 1984
- Contemporary Yorkshire poetry, 1984
- Argument of kings, 1987
- Sporting literature. An anthology, 1987
- Funeral games and other poems, 1987
- The clever potato. A feast of poetry for children, 1988
- Soldiering on. Poems of military life, 1989
- Love shouts and whispers, 1990
- A time for fires. Poems, 1991
- The Dangerous Ones, 1991
- Travelling light, 1991
- Drums of Morning. Growing up in the Thirties, 1992
- On your cycle, Michael, 1992
- Collected poems, 1950–1993, 1993
- The black and white days. Poems, 1996
- Feminine Endings, 2000
- Views and distances, 2000
- The Very Best of Vernon Scannell, 2001
- Of love and war. New and selected poems, 2002
- Behind the lines, 2004

Werke mit anderen Autoren:
- New Poems. A P.E.N. anthology of contemporary poetry. 1962.
- Pergamon poets. 1970.
- Three poets, two children. Leonard Clark, Vernon Scannell, Dannie Abseanswer questions by two children. Mitautoren: Leonard Clark, Dannie Abse. 1975.
- Catch the light. Mitautoren Laurence Smith, Gregory Harrison. 1982.
- Poets in Hand. Puffin Poetry. Mitautoren: Charles Causley, John Fuller, Elizabeth Jennings. 1985.
- We Couldn’t Provide Fish Thumbs. Five Poets. Mitautoren: James Berry, Judith Nicholls, Grace Nichols, Matthew Sweeney. 1997.
- Key to Al ’Imran. Resurgence of the Ummah. Treasures of the Qur’an Series. Mitautor: A. R. Siddiqui. 2002.

posthum:
- Not Without Glory. The Poets of the Second World War. 2016.

in deutscher Sprache:
- Ruf des Bösen. Kriminalroman. Übersetzung: Luise Däbritz. 1964.

## Hintergrundliteratur
- James Andrew Taylor: Walking Wounded: The Life and Poetry of Vernon Scannell. 2013.
- Alan Brownjohn: Scannell, Vernon [real name John Vernon Bain]. In: Henry Colin Gray Matthew, Brian Harrison (Hrsg.): Oxford Dictionary of National Biography, from the earliest times to the year 2000 (ODNB). Band 49: Sartorius–Sharman. Oxford University Press, Oxford  2004, ISBN 0-19-861399-7; doi:10.1093/ref:odnb/99252, Stand: 6. Januar 2011.